# Tjakkatjakkaston
Tjakkatjakka Ston is een dorpje in het Coppename Monding Natuurreservaat in het Sipaliwini District in Suriname. Het plaatsje ligt op 23 meter boven de zeespiegel, aan de Wayombo rivier.
Volgens Dirk van der Elst was het dorpje al overwoekerd door het oerwoud en verlaten in 1973.
Dichtbijgelegen plaatsen zijn Sabaroe (5,9 km), Heidoti (voormalig, 5,2 km) en Witagron (3,7 km).